# 塞维尼
塞维尼（法語：Sévigny，法語發音：[seviɲi] ⓘ）是法国奥恩省的一个市镇，位于该省中北部，属于阿让唐区。

## 地理
塞维尼（48°46'51"N, 0°1'0"W）面积7.67 平方千米，位于法国诺曼底大区奧恩省，该省份为法国西北部内陆省份，北起顺时针与卡爾瓦多斯省、厄尔省、厄尔-卢瓦省、萨尔特省、马耶讷省和芒什省接壤。
与塞维尼接壤的市镇（或旧市镇、城区）包括：阿让唐、奥恩河畔穆兰、奥卡涅、欧日地区古费恩。

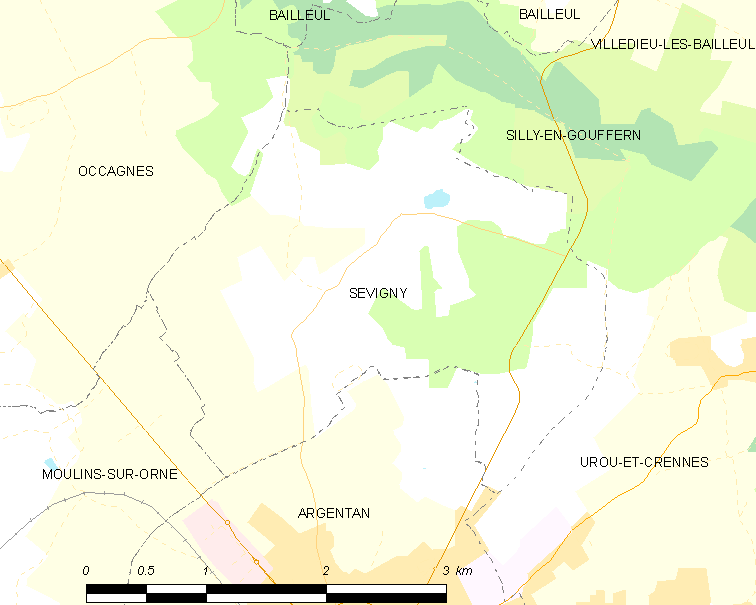
塞维尼的OSM定位图

塞维尼的时区为UTC+01:00、UTC+02:00（夏令时）。

## 行政
塞维尼的邮政编码为61200，INSEE市镇编码为61472。

## 政治
塞维尼所属的省级选区为阿让唐第一县。

## 人口

1962-2008年间塞维尼人口变化图示

塞维尼于2022年1月1日时的人口数量为309人。